# Diocesi di Gibba
La diocesi di Gibba (in latino Dioecesis Gibbensis) è una sede soppressa e sede titolare della Chiesa cattolica.

## Storia
Gibba, identificabile con Henchir-Dibba o Ksar Kalaba nell'odierna Algeria, è un'antica sede episcopale della provincia romana di Numidia.
Sono due i vescovi attribuibili a questa diocesi africana. Alla conferenza di Cartagine del 411, che vide riuniti assieme i vescovi cattolici e donatisti dell'Africa romana, prese parte il donatista Vittore; la sede non aveva in quell'occasione nessun vescovo cattolico.
Le fonti documentarie menzionano due vescovi Gilbensis, Donato e Felice, i cui nomi appaiono nella lista dei vescovi della Numidia convocati a Cartagine dal re vandalo Unerico nel 484; Donato, come tutti gli altri vescovi cattolici africani, fu condannato all'esilio, mentre Felice era già deceduto in occasione della stesura di questa lista. Secondo Mesnage e Mandouze uno di questi due vescovi potrebbe appartenere alla diocesi di Gilba. Toulotte invece ritiene che siano esistite due sedi vescovili con lo stesso nome Gilbensis. Jaubert infine è del parere che probabilmente Gibbensis e Gilbensis siano varianti per lo stesso nome, ossia Gibba: la presenza di due vescovi nella lista del 484 è spiegabile, secondo questo autore, col fatto che, essendo morto Felice, la lista riportò anche il nome del suo successore Donato.
Dal 1925 Gibba è annoverata tra le sedi vescovili titolari della Chiesa cattolica; dal 10 settembre 1982 il vescovo titolare è Serafín Luis Alberto Cartagena Ocaña, O.F.M., già vicario apostolico di Zamora.

## Cronotassi

### Vescovi residenti
- Vittore † (menzionato nel 411) (vescovo donatista)

- Donato o Felice † (menzionato nel 484)

### Vescovi titolari
- André-Jean-François Defebvre, C.M. † (23 dicembre 1926 - 11 aprile 1946 nominato vescovo di Ningbo)
- Hilaire Marie Vermeiren, M.S.C. † (10 aprile 1947 - 10 novembre 1959 nominato arcivescovo di Coquilhatville)
- Alphonsus Verwimp, S.I. † (27 ottobre 1960 - 11 ottobre 1964 deceduto)
- Mário de Miranda Villas-Boas † (18 maggio 1965 - 23 febbraio 1968 deceduto)
- Emile-Elie Verhille, C.S.Sp. † (2 marzo 1968 - 2 dicembre 1977 deceduto)
- James Hector MacDonald, C.S.C. † (9 febbraio 1978 - 12 agosto 1982 nominato vescovo di Charlottetown)
- Serafín Luis Alberto Cartagena Ocaña, O.F.M., dal 10 settembre 1982